# Hisila Yami
Hisila Yami (Nepal Bhasa: हिसिला यमी) (Katmandú, 25 de juny de 1959), és una política i arquitecte nepalesa. És membre del Comitè Central de Naya Shakti Nepal i expresidenta de l'Associació de Dones de Tot Nepal (Revolucionària).
El seu pare, Dharma Ratna Yami, va ser un activista social nepalès, escriptor i viceministre del govern.
Yami es va graduar el 1982 a l'Escola de Planificació i Arquitectura, Nova Delhi, Índia. Va completar el seu M. Arch. el 1995 a la Universitat de Newcastle upon Tyne, Regne Unit.
Durant la revolta del 1990 contra el règim del panchayat, Yami va ser una de les dones líders amb més prestigi en les protestes. També va ser la secretària general de l'Associació d'estudiants nepalesos de l'Índia (1981-1982). Va ser professora a l'Institut d'Enginyeria del Campus de Pulchowk de 1983 a 1996. El 1995 va esdevenir la presidenta de l'Associació de Dones del Tot Nepal (Revolucionària) i va exercir un mandat de dos anys. Va entrar a la clandestinitat el 1996 després de la creació del Partit Comunista del Nepal (maoista) dirigit a la Guerra del Poble. Des del 2001, és membre del Comitè Central de Partit Comunista del Nepal (maoista) i ha treballat en departaments com el Departament Internacional de l'organització.
Va fer la seva primera aparició pública el 18 de juny de 2003, durant les negociacions de pau entre el govern i els maoistes.

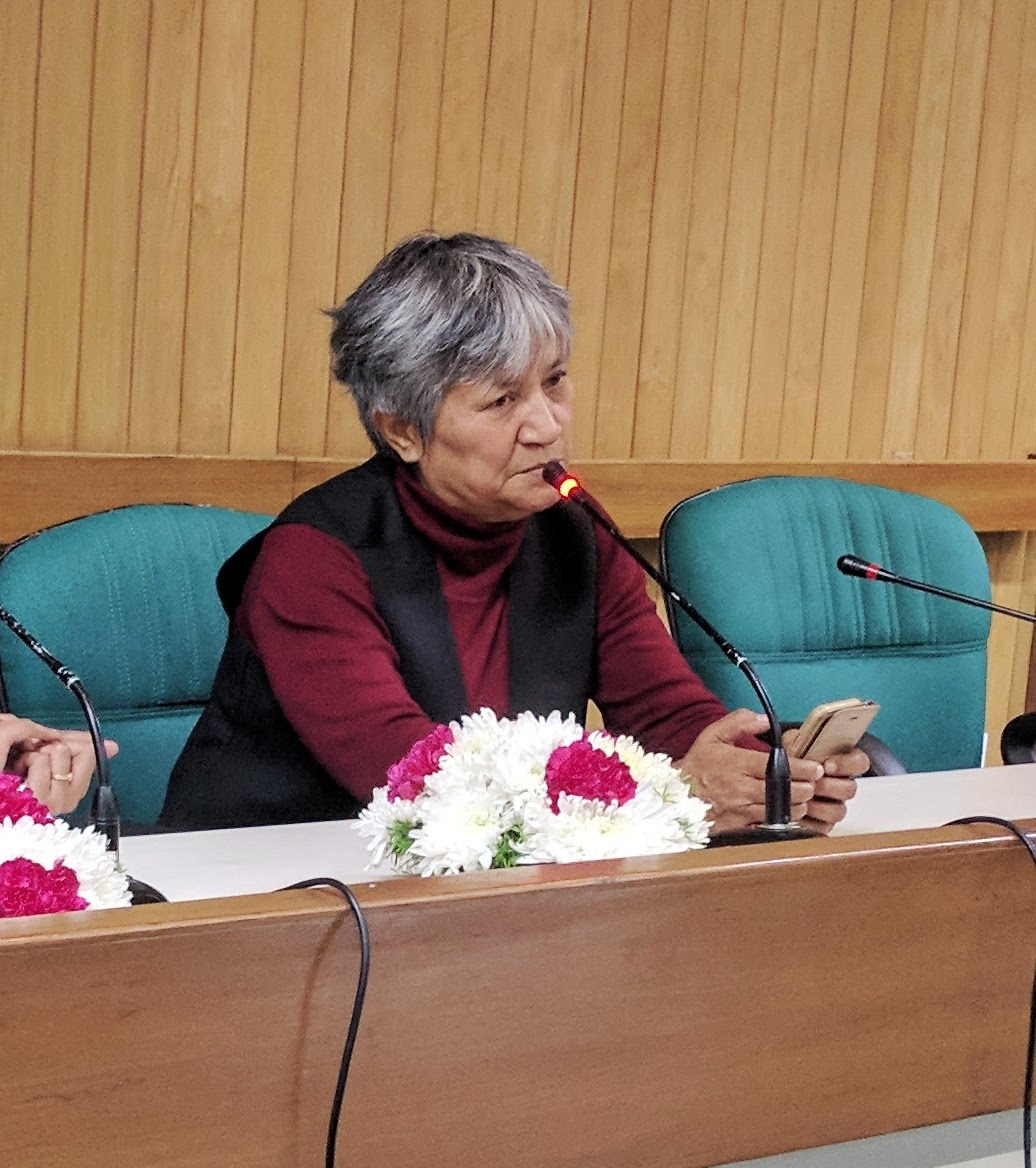
Hisila Yami a la projecció de l'estrena de Filla del Nepal, una pel·lícula sobre la seva filla Manushi Bhattarai, a Nova Delhi (Índia).
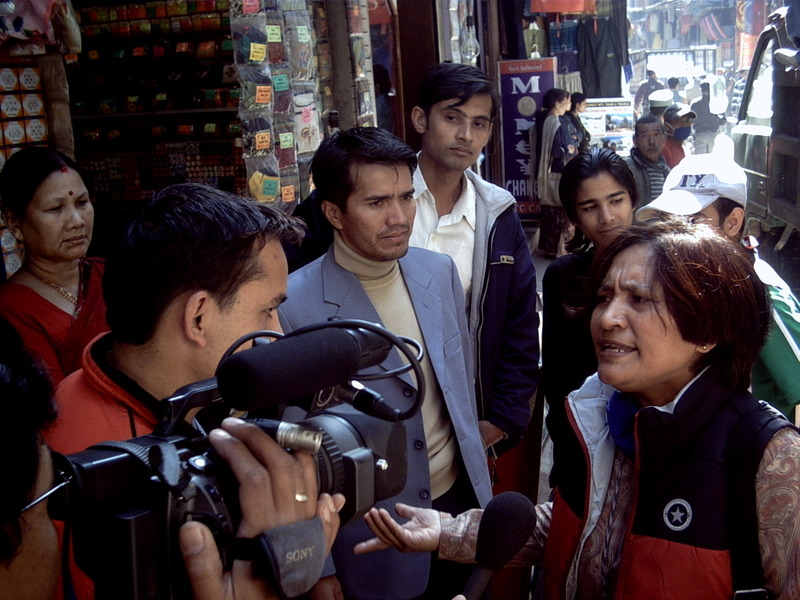
Hisila Yami durant una entrevista

A principis del 2005, juntament amb Bhattarai i Dina Nath Sharma, va ser deposada per la direcció del partit. Al juliol va ser reintegrada al Comitè Central.
El 1r d'abril de 2007, Hisila Yami es va incorporar al govern interí del Nepal com a ministre de Planificació Física i Obres Públiques. Igual que els seus companys maoistes, va deixar temporalment el gabinet de setembre a desembre de 2007 a causa de disputes amb el primer ministre. Va tornar a exercir les mateixes funcions des del desembre del 2007 fins al 23 de juliol del 2008, data de la renúncia formal del primer ministre després de la instal·lació de l'Assemblea Constituent i de l'elecció del president de la República.
Després de la seva victòria a les eleccions de l'Assemblea Constituent del 2008, per la circumscripció de Katmandú n. 7, va formar part de l'Assemblea Constituent. Es va incorporar al govern dirigit pel Partit Comunista del Nepal (maoista) com a Ministre de Turisme i Aviació Civil.
Yami està casada amb el seu líder maoista, el Dr Baburam Bhattarai.